# 해군기지

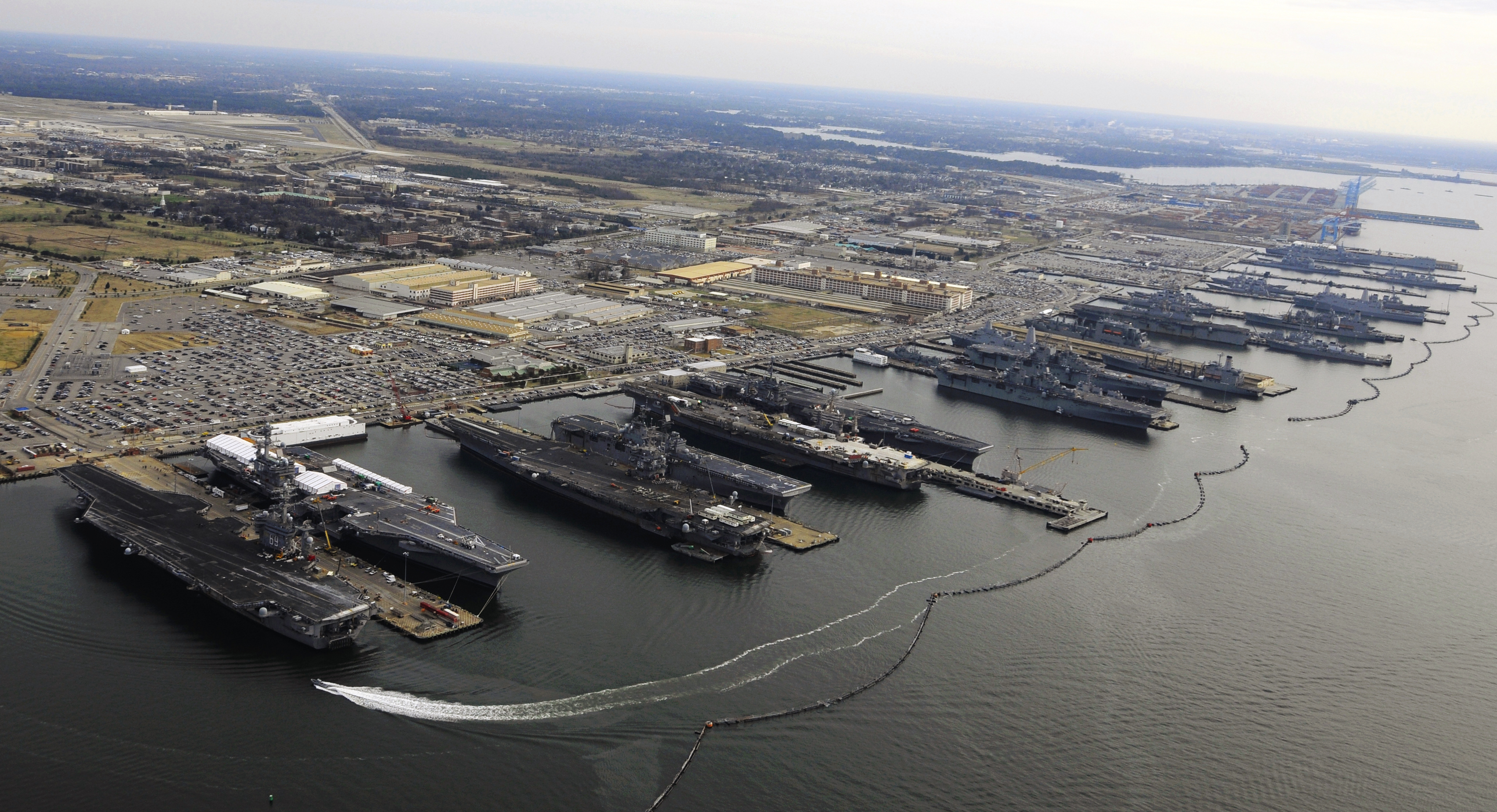
노퍽 해군 기지

해군기지(海軍基地)는 군사기지의 일종으로, 해군에 특화된 군사 시설이다. 주로 군함 등 해군이 보유한 해상 무기를 비전투시 및 수리하기 위해 보관하기 위한 시설이다.
함선을 정박시킬 항구와 부두 외에도 수리 시설 및 격납고, 함대 사령부 등이 구비되어 있다. 군병원과 새로운 선박을 건조하는 조선소 등이 인접해 있는 해군기지도 있다.